# UR-100K
L'UR-100K è un missile balistico intercontinentale russo. L'UR-100K era una versione dell'8K84M con ulteriori miglioramenti in termini di precisione e in grado di lanciare tre veicoli di rientro separati (ma non mirati in modo indipendente).
AKA: 15A20;15P884;8K84K;RS-10M;Sego;SS-11 Mod.3. Stato: ritirato nel 1990. Primo lancio: 01-01-1969. Ultimo lancio: 17-07-1990. Numero: 119. Carico utile: 1.208 kg (2.663 libbre). Massa lorda: 50.100 kg (110.400 libbre). Altezza: 18,95 m (62,17 piedi). Diametro: 2,00 m (6,50 piedi). Apertura alare: 2,00 m (6,50 piedi). Apogeo: 1.000 km (600 mi).
Lo sviluppo dell'UR-100K iniziò alla fine degli anni '60, con l'obiettivo di schierare una versione dell'8K84M con ulteriori miglioramenti nella precisione ma anche in grado di lanciare tre veicoli di rientro separati (ma non mirati in modo indipendente). Una carenatura anteriore in due pezzi si separò alla fine della combustione del motore del secondo stadio per esporre le testate. Le cariche pirotecniche separarono quindi i veicoli di rientro, che caddero in uno schema triangolare di circa 1,5-2,0 km attorno al punto di mira. Le esche furono montate sul secondo stadio sotto le testate e furono dispiegate dopo che si erano separate. Il consigliere per la sicurezza nazionale americano Kissinger si lamentò nei colloqui sulle armi SALT-1 che i silos e i punti di comando di questa versione di questo missile non potevano essere distinti dalle risorse di ricognizione americane dalla versione a testata singola. Tuttavia, in pratica, c'erano differenze interne tra i missili e non potevano essere intercambiati come sostenevano gli americani. Le prove iniziarono il 2 febbraio 1971 e furono completate il 24 novembre 1971.
Gittata massima: 10.600 km (6.500 mi). Numero di testate standard: 3. RV standard: MRV. Resa della testata: 350 KT. CEP: 1,09 km (0,67 mi). Testata alternativa: 1.200 kg (2.600 lb). Gittata massima con testata alternativa: 12.000 km (7.000 mi). Numero di testate alternative: 1. Resa della testata alternativa: 1.300 KT. Testata alternativa CEP: 1,09 km (0,67 mi). Propulsione Boost: razzo liquido immagazzinabile, N2O4/UDMH. Capacità operativa iniziale: 1973. Numero totale costruito: 220.